# Angelo Castro jr.
Angelo Castro jr. (Manilla, 6 maart 1945 – Taguig, 5 april 2012) was een Filipijnse televisiepresentator en acteur. 

## Biografie
Castro werd geboren op 6 maart 1945 en was een zoon van voormalig presidentieel woordvoerder Angelo Castro sr.. Hij begon zijn carrière als acteur en speelde in enkele Filipijnse films in de jaren 70 en 80. Voor zijn rol in de film Kumander Alibasbas (1981) werd hij genomineerd voor een FAMAS Award voor beste mannelijke bijrol. Later ging bij voor de televisie werken. Castro werd met name bekend als belangrijkste anchor van het ABS-CBN-programma The World Tonight. Hij presenteerde dit programma voor het eerst in 1986 toen het kort na de EDSA-revolutie terugkeerde op de Filipijnse televisie en bleef meer dan 2 decennia lang het gezicht van dit programma. Ook was hij de drijvende kracht achter het nieuwsprogramma TV-Patrol. In 2000 en 2001 was Castro senior vicepresident voor nieuws en actualiteiten bij ABS-CBN. Hij bleef tevens The World Tonight presenteren. 
In 2008 werd bij Castro longkanker geconstateerd. Zijn levensverwachting werd op dat moment geschat op 3 maanden, waarop Castro 3 jaar lang stopte met werken. In 2011 keerde hij terug als anchor. In april 2012 overleed Castro op 67-jarige leeftijd in het St. Luke's Medical Center. Hij was getrouwd met June Keithley, een radioverslaggeefster die bekend werd vanwege haar verslag van de EDSA-revolutie op Radio Veritas in 1986. Samen kregen ze een zoon, acteur Diego Castro en een dochter Gabriela. Ook had hij nog een tweede dochter Angelica.

## Bron
(en)  Frances Mangosing en Jamie Marie Elona, Veteran broadcaster Angelo Castro Jr. passes away at 67, The Philippine Inquirer (5 april 2012)